# Chasse au dindon

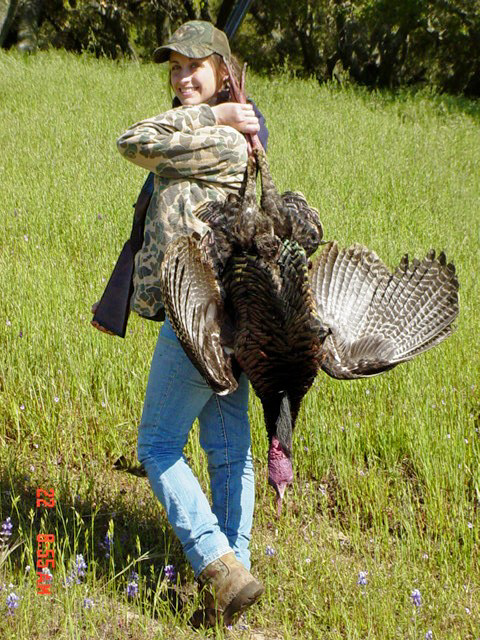
Chasseuse de retour d'une chasse en Californie.

La chasse au dindon, ou chasse à la dinde sauvage, est un type de chasse pratiqué en Amérique du Nord et dans une partie de l'Amérique centrale.
Ressource alimentaire importante pendant des siècles, le dindon sauvage a été victime d'une chasse incontrôlée et de la destruction de son habitat lors de la colonisation des Amériques. Deux espèces sont concernées : Meleagris gallopavo et Meleagris ocellata. Au début du XXe siècle, les populations sauvages sont exsangues et l'espèce a été extirpée dans de nombreuses régions. Après avoir interdit la chasse commerciale, des projets de conservations et de réintroductions sont mis en place dans plusieurs pays.
C'est au début des années 1990 que le travail de conservation porte ses fruits. Avec le rétablissement des populations, les premières chasses sont autorisées avec un nombre limité de permis et un quota d'oiseaux à tirer. Depuis, les populations ont continué à augmenter et la chasse s'est développée. Au début du XXIe siècle, la chasse au dindon est de plus en plus recherchée et est même devenue la deuxième chasse la plus appréciée aux États-Unis, juste derrière la chasse au cerf. Cette nouvelle filière a un impact économique important avec un chiffre d'affaires annuel de plusieurs milliards de dollars. Malgré tout, quelques nuisances sont causées par des populations d'oiseaux installées en zones péri-urbaine et urbaine. Et des attaques sur des humains sont même signalées, bien que l'oiseau ne soit pas dangereux pour l'Homme. 

## Espèces et sous-espèces
Deux espèces de dindons sont chassées : le dindon sauvage (Meleagris gallopavo, avec six sous-espèces) en Amérique du Nord, et le dindon ocellé (Meleagris ocellata) en Amérique centrale.
Chez le dindon sauvage, les oiseaux les plus gros peuvent atteindre un poids de 10 kg pour le mâle et 5 kg pour la femelle. Ils sont cités sous divers noms : un mâle adulte est nommé « Tom » et un jeune mâle de l'année est appelé « Jake »,. En anglais américain, les wild turkeys sont aussi appelés Gobblers, du verbe to gobble qui signifie « glouglouter ».

## Historique
L'oiseau est chassé depuis plusieurs siècles. C'était une ressource alimentaire importante pour divers peuples autochtones et plusieurs techniques de chasse étaient employées (pièges, arcs…). L'arrivée des Européens et la colonisation du continent ont fortement impacté l'espèce. Le développement de l'agriculture, la déforestation et une chasse non réglementée, commerciale ou dans un but de survie, font chuter drastiquement les populations sauvages de cet oiseau. Au début des années 1900, la population de dindons sauvages avoisine les 40 000 oiseaux ; la chasse commerciale est alors interdite. En 1920, l'espèce a disparu dans 18 des 39 États américains où elle était présente et de l'Ontario au Canada.
Au début des années 1930, les populations sont à leur plus bas niveau. Après une prise de conscience, des programmes de réintroduction se développent. Dans un premier temps, le choix se porte sur l'élevage de l'espèce pour réaliser des lâchers. Mais c'est un échec. La mortalité parmi les animaux issus de cet élevage est très importante. Ils sont trop fragiles face aux prédateurs et aux intempéries. Dans les années 1950, les pouvoirs publics changent de méthode. La technique choisie est la capture d'individus sauvages dans des zones où l'espèce est bien présente, et de relocaliser les animaux dans les zones à recoloniser.
Les réintroductions sont un succès. En outre, la surface des habitats forestiers est en augmentation, offrant à l'espèce un habitat restauré. En 1990, la population de l'espèce dépasse les 3 millions de dindons aux États-Unis et est présente dans 37 États. En 2021, elle est estimée à plus de 6,5 millions d'individus.
Pour des raisons sanitaires et génétiques, il est interdit de lâcher des dindons de souche d'élevage dans des zones où des populations sauvages sont déjà présentes dans plusieurs États américains et au Canada.

### Nuisances
Dans certains cas, l'oiseau peut être une nuisance pour les populations humaines. L'espèce est souvent aperçue dans les champs, vergers et jardins. Les oiseaux peuvent aussi se regrouper et errer dans les zones urbaines, lotissements et banlieues. Les oiseaux s'habituant à la présence humaine, perdent toute peur de l'Homme. Des individus territoriaux et plus agressifs que d'autres attaquent parfois un humain,,, ou aux véhicules en voyant leur reflet sur la carrosserie et rayant la peinture. Une densité trop importante est également la cause de dégâts agricoles, bien que souvent cela soit causé avant tout par d'autres espèces (cerf à queue blanche, rongeurs…). Des oiseaux s'approchant de fermes peuvent faire des dégâts dans les ensilages et les balles de foin stockées. Les collisions routières sont aussi plus nombreuses avec l'augmentation de la densité des populations. En cas de problèmes avec des oiseaux, la population doit contacter une state wildlife agency, une agence publique de l’État gérant la faune sauvage, qui capturera et déplacera les oiseaux. Ces problèmes sont rares dans les zones rurales où l'espèce est chassée.

Quelques exemples de nuisances que peut poser l'espèce.
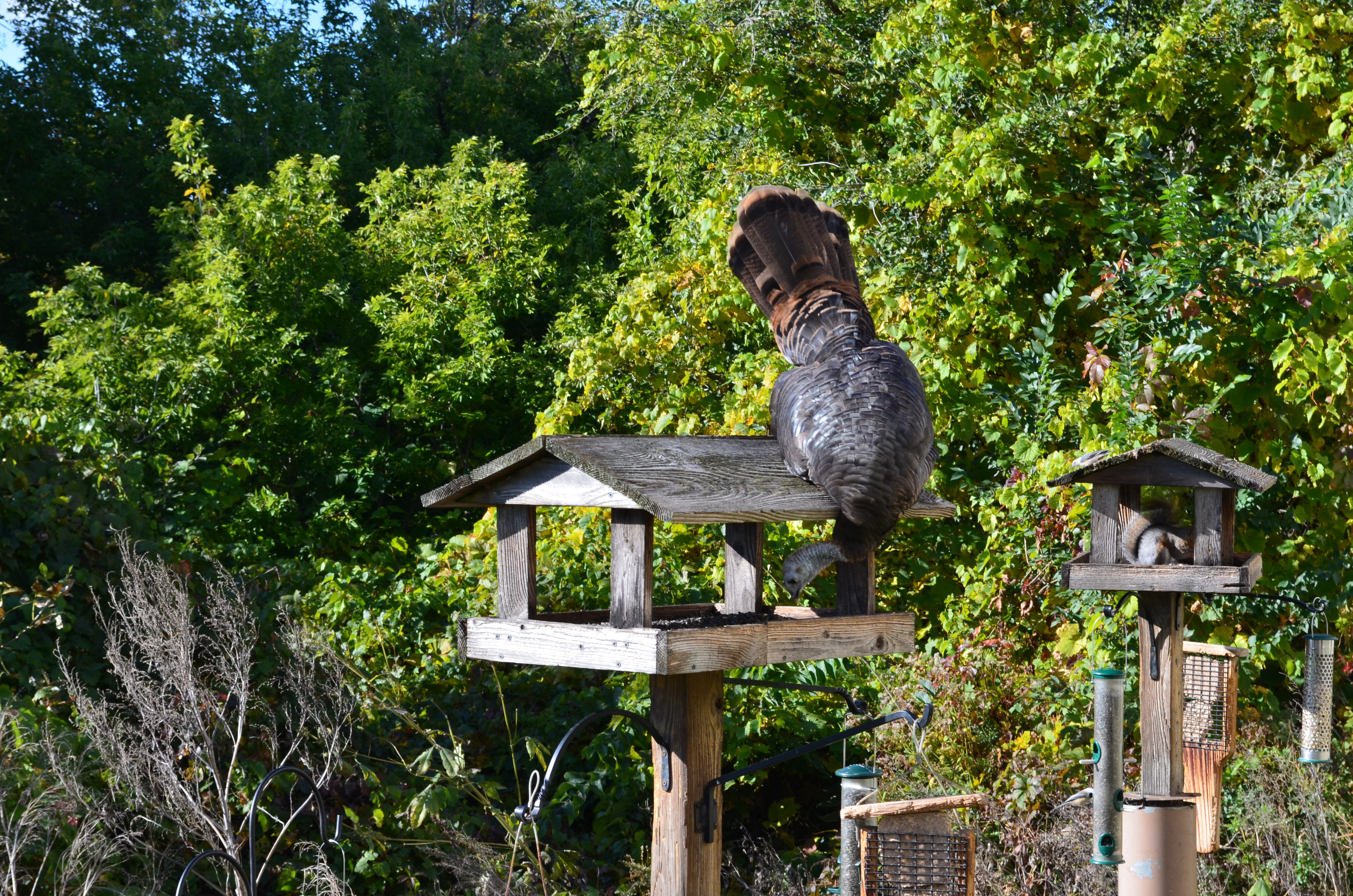
Dinde attirée près d'une habitation humaine par des graines distribuées aux petits passereaux.
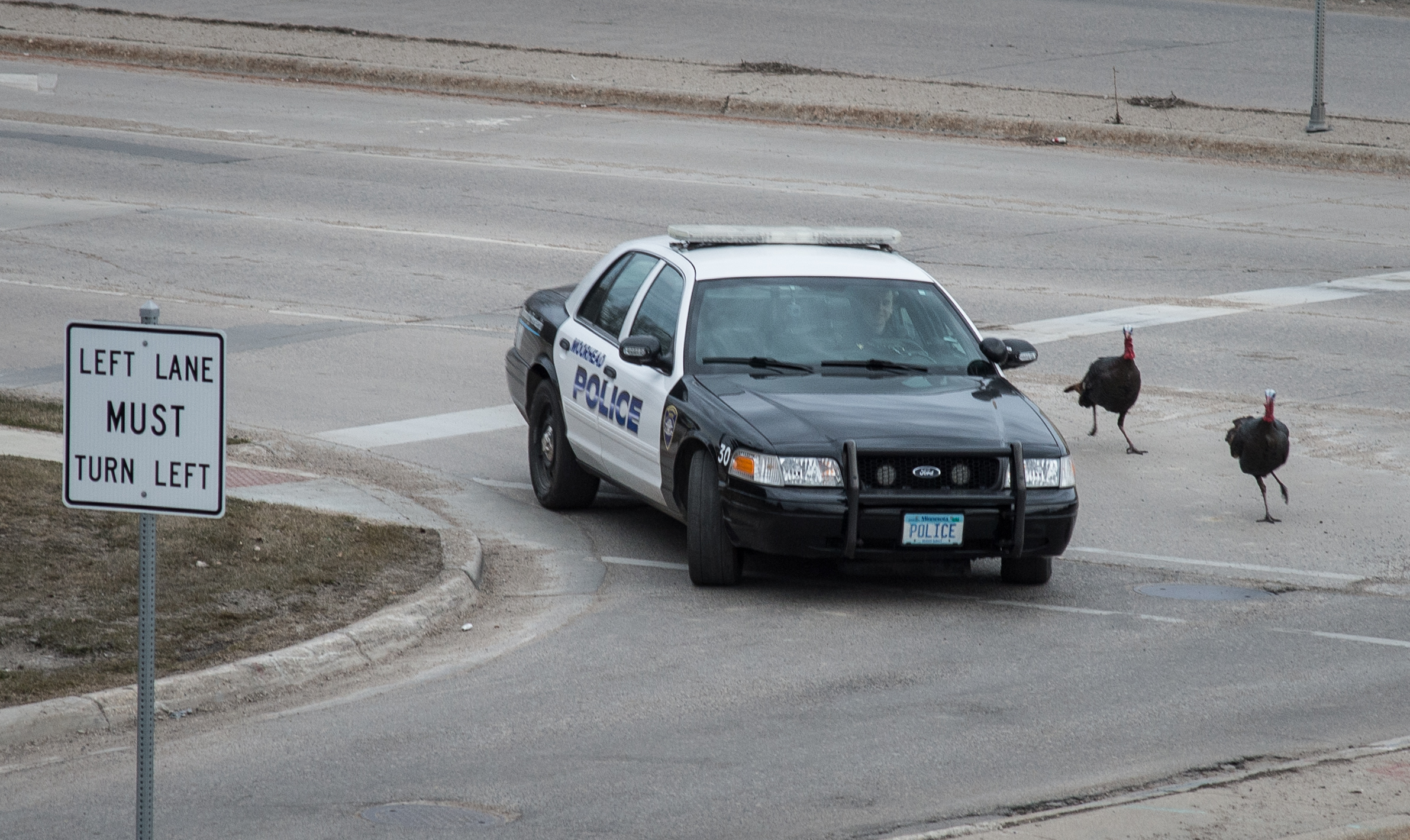
Voiture de police poursuivie par deux dindons sauvages agressifs (Minnesota).

## Techniques de chasse
La chasse au dindon sauvage est considérée comme difficile et représente un bon défi pour le chasseur. L'oiseau a un mauvais odorat mais une très bonne vue et une bonne ouïe,. Il peut être chassé au fusil, à l'arc et à l'arbalète. Que ce soit au Canada ou aux États-Unis, la saison de chasse est divisée en deux périodes : chasse de printemps (avril-mai) et chasse d'automne (octobre).
La chasse de printemps se déroule en période de reproduction de l'espèce. Seuls les mâles sont visés. Pour pouvoir tirer, le chasseur est à l'affût et tente d'attirer des animaux avec un appeau ou en imitant le glougloutement. La difficulté est que le mâle n'est pas attiré par ces bruits. Son glougloutement est fait pour signaler sa présence aux femelles qui le rejoignent. Le chasseur doit donc repérer l'animal quand il répond à l'appeau et tenter d'intriguer une femelle pour qu'elle s'approche et espérer qu'un mâle la suive. L'usage d'appelants artificiels peut également être employé selon les zones,,.

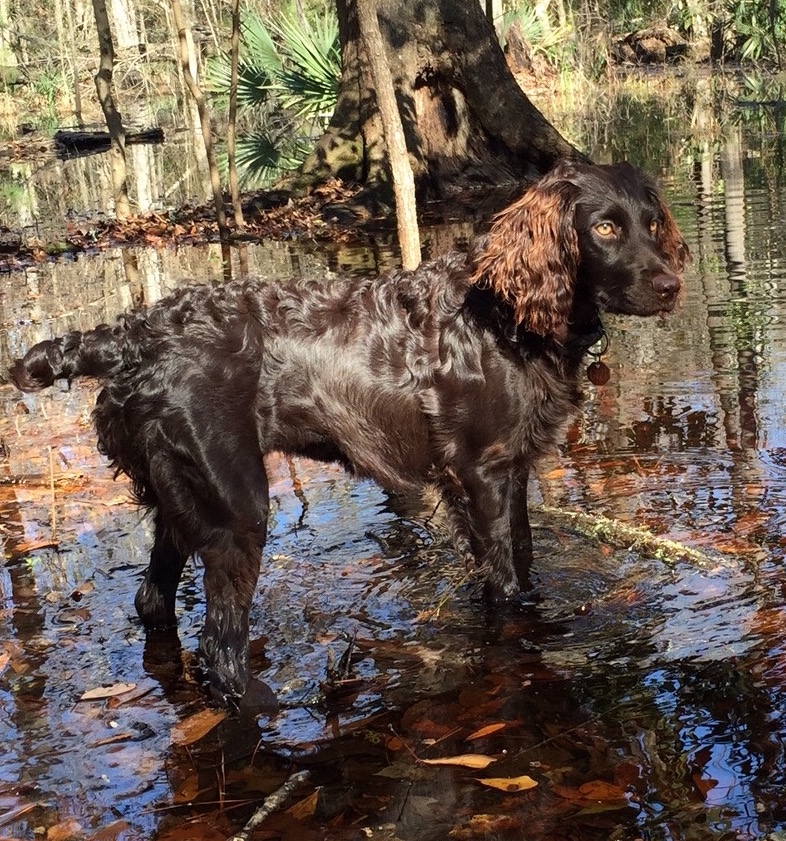
Le Boykin Spaniel est un bon chien pour la chasse d'automne du dindon mais aussi pour le gibier d'eau.

Lors de la chasse d'automne, les oiseaux sont moins bavards, plus discrets mais, grégaires, ils se regroupent en de grands groupes. Le chasseur doit donc bien connaître son territoire de chasse pour pouvoir repérer les oiseaux. Un chien de chasse est interdit au printemps mais peut être employé à l'automne. Diverses races peuvent être utilisées, comme le Setter anglais et le Pointer anglais en tant que chiens d'arrêt ou le Labrador retriever comme chien de rapport. Originaire de Caroline du Sud, la race du Boykin Spaniel a été développée pour cette chasse particulière,.

### Sécurité et accidents
Plusieurs règles de sécurité sont à suivre. Le chasseur peut porter des vêtements de camouflage dans des teintes brunes ou vertes, mais ne doit pas porter des vêtements de couleurs rouge, blanche, bleu ou noir (couleurs du dindon). Son poste d'affût auquel il s'adosse, doit être assez large et haut pour protéger les épaules et la tête. Il ne doit pas se déplacer pour tenter d'approcher un oiseau. En s'approchant d'un glougloutement, il peut tomber sur un autre chasseur qui imite l'oiseau. Le risque est de se faire tirer dessus. Et comme pour toutes les chasses, il est nécessaire de bien identifier sa cible,.
Au niveau accidentologie, une étude publiée en 2005 en Pennsylvanie indique que la chasse au dindon est l'une des chasses ayant le plus d'incidents de tirs et d'accidents que les autres. Mais les accidents mortels sont plus rares. Les morts sont plus fréquentes lors de la chasse au cerf. Les statistiques de 2018 pour l’État du Wisconsin indiquent que 80 % des incidents sont dus à une mauvaise identification de la cible et 20 % à une mauvaise manipulation de l'arme.

## Par pays

### Canada
Au Canada, l'espèce est introduite ou réintroduite dans les provinces de Colombie-Britannique, Alberta, Manitoba, Ontario, Québec et Saskatchewan. Des oiseaux sauvages venant des États américains (Maine, Vermont et New York) colonisent naturellement le sud du pays en remontant vers le Nord.

#### Alberta
En Alberta, les premiers oiseaux sont lâchés en 1962. La première chasse a lieu en 1991 avec 49 permis vendus et 18 oiseaux tués. Au début des années 2020, les prélèvements avoisinent les 40 oiseaux par an pour une population estimée à 1 500 dindons.

#### Ontario
Dans la province de l'Ontario, l'espèce disparaît en 1909. Un programme de réintroduction est lancé en 1984, avec des animaux importés des États-Unis. En 2007, sa population est estimée à 70 000 oiseaux.

#### Québec

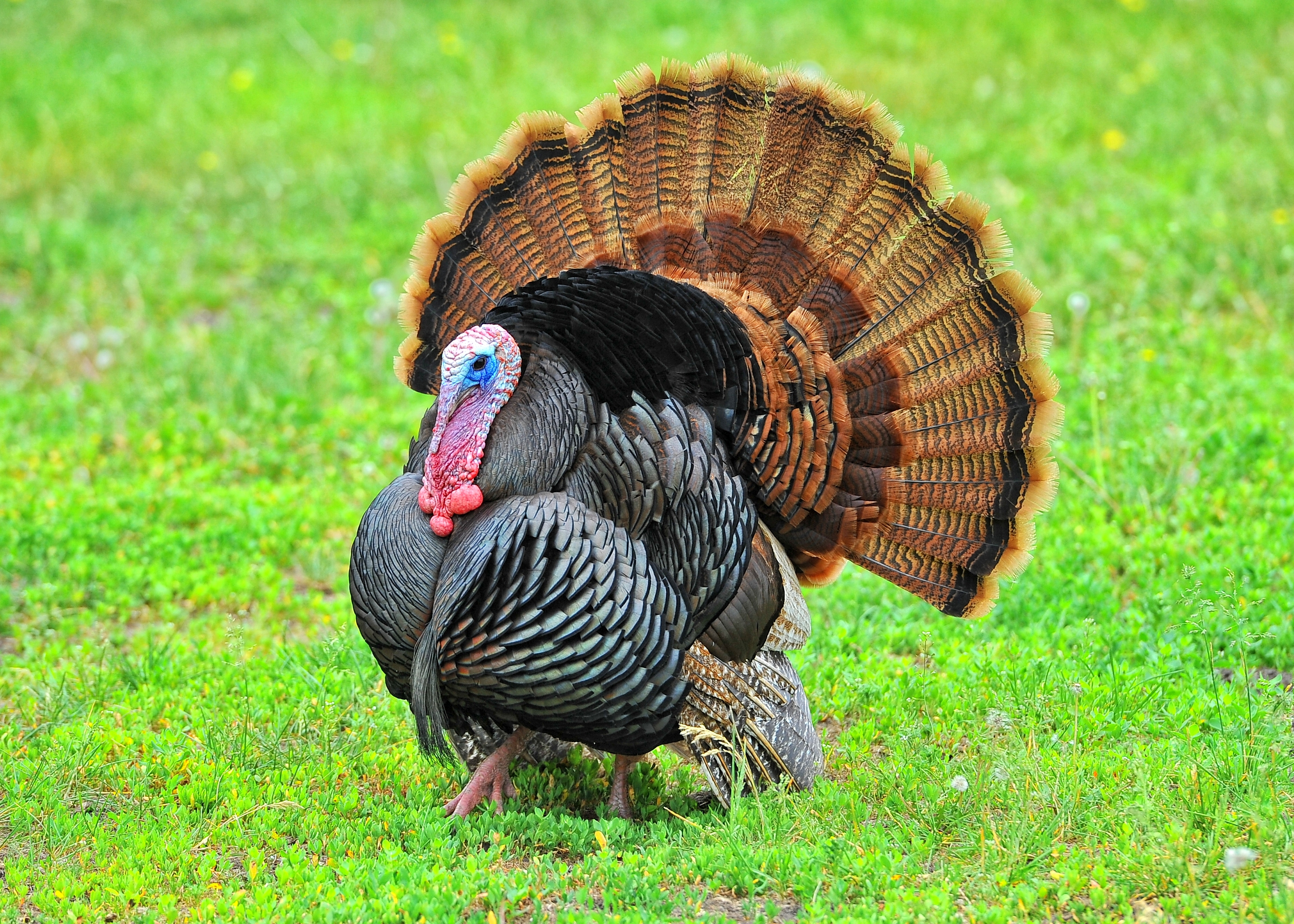
Meleagris gallopavo silvestris (Manitoba).

Au Québec, l'espèce n'était pas présente historiquement. Des tentatives d'introduction sont tentées avec des animaux issus d'élevage, mais celles-ci échouent. Les premiers dindons y sont finalement aperçus en 1976. Les oiseaux proviennent de l'expansion des populations sauvages des États de New York, du Vermont, ainsi que de l’Ontario. C'est la sous-espèce Dindon sauvage de l’Est (M. g. silvestris) qui est chassée dans le sud de cette province. Elle est alors présente dans la Montérégie, l’Estrie et l’Outaouais. Au début du XXIe siècle, l'espèce est en pleine expansion, agrandissant son aire de répartition bien qu'elle soit en limite nordique de sa zone d'expansion. Les régions de Centre-du-Québec, de Chaudière-Appalaches et du Bas-Saint-Laurent sont ainsi colonisées. 
La chasse au dindon est autorisée au Québec, toute l'année, à partir de 1984 mais ne concerne que les oiseaux issus d'élevage. En 1986, la loi est changée. L'oiseau ne peut être chassé qu'en automne et un quota de tirs est imposé (un seul dindon autorisé sur une journée de chasse). En 1989, la province est divisée en plusieurs territoires de chasse et plusieurs zones sont retirées des terrains chassables. 

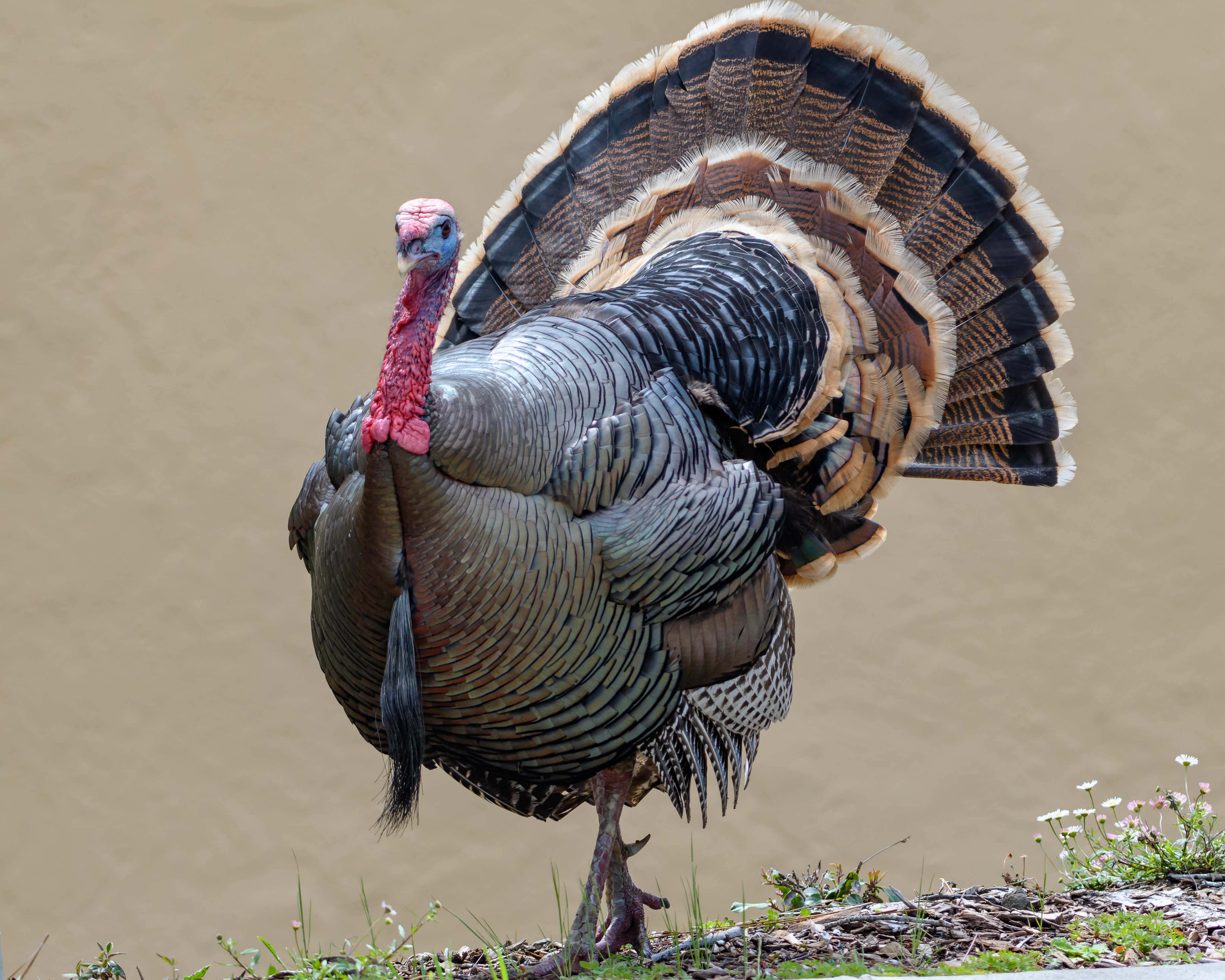
Dindon à barbe. La barbe est une touffe de poils, semblable à du crin de cheval, au milieu de la poitrine. Présente chez le mâle, seules 5 % des femelles en sont pourvues.

En 2005 est autorisée la première chasse de printemps sur des dindons de souche sauvage, dans les zones les plus densément peuplées de la Montérégie. Seul le tir sur les « dindons à barbe », c'est-à-dire les mâles, est autorisé. Seules 5 % des femelles possèdent une barbe. Pour cette première saison de chasse, 98 chasseurs participent et 34 dindons sont tués. Après deux autres années d'expérimentations, l'ouverture d'une chasse régulière a lieu à partir de 2008. Le chasseur a obligation de suivre une formation, de prendre un permis spécial dindon et de faire enregistrer ses prises. La chasse n'est autorisée que sur un nombre limité de demi-journées. 
Le programme de lâcher d'oiseaux pour recoloniser, démarré en 2003, prend fin en 2013. Le projet est un succès, et les autres régions du Québec où l'oiseau est absent, ne sont pas propices pour l'espèce. 
Avec l'expansion de l'espèce et la popularité croissante de cette chasse, de plus en plus de chasseurs s'intéressent à l'oiseau. En 2015, près de 12 200 permis sont vendus et 4 300 oiseaux sont abattus. Bien que cette activité soit très récente, ce type de chasse est lucrative pour la province. En effet, il a été estimé que les chasseurs ont dépensé environ 5 millions de $ pour l'année 2014. La vente de permis double en 10 ans : 25 149 permis sont vendus pour la saison 2023-2024. 
La chasse d'automne, autorisant le tir des femelles sans barbe, est autorisée pour la première fois en 2020 dans certaines zones. 
En 2024, la chasse n'est autorisée qu'en matinée (trente minutes avant le lever du soleil jusqu’à midi). Il est interdit de chasser avec un chien au printemps (seuls les mâles et femelles à barbe sont tirés) mais un chien d'arrêt ou un chien leveur est autorisé à l'automne (tirs des mâles et des femelles). Il est interdit d'appâter. Selon les zones, un chasseur peut prélevé trois dindons dans la saison de chasse (deux au printemps et un à l'automne). 
L'espèce est classée S5 dans le rang de précarité provincial. 

### États-Unis

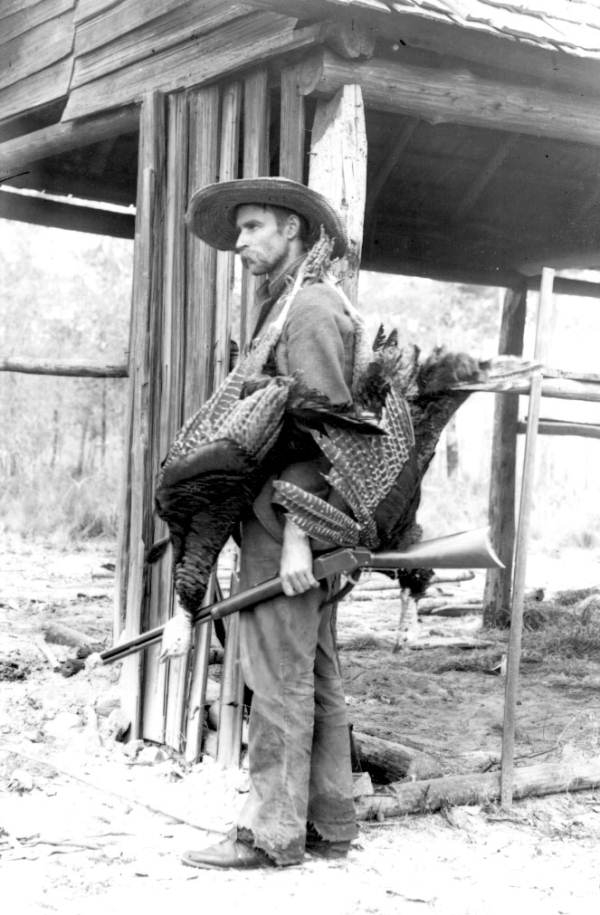
Retour de chasse en Floride vers 1890.

Après avoir disparues dans une grande partie du pays, les populations de dindons se sont reconstituées durant le XXe siècle. Dépassant les 3 millions d'individus en 1990, la chasse de printemps est à nouveau autorisée en 1991. À la même période, la chasse d'automne n'est possible que dans onze États.
Au début des années 2020, l'espèce est présente dans tous les États sauf l'Alaska. En 2023, 2 millions de chasseurs chassent le dindon sauvage dans 49 États américains,. C'est la deuxième chasse la plus appréciée du pays, derrière la chasse au cerf. La période de chasse varie selon les États, mais la chasse de printemps a toujours lieu entre fin mars et début mai. Chaque État à son quota de tirs qui varie entre un et trois dindons à barbe par chasseur.
En 2024, parmi les États ayant fournis les données, ceux ayant la plus grosse population de dindons sauvages sont le Texas (510 000), la Californie (entre 300 000 et 400 000), le Kentucky (250 000 à 400 000), le Missouri (390 000) et l'Alabama (365 000). La plus petite population est dans le Nevada avec 1 600 oiseaux. Dans la plupart des États, les populations sont stables ou en augmentation mais elles diminuent dans sept États. La tendance est indéterminée pour onze autres (mais le nombre d'animaux tués à la chasse est en diminution dans cinq d'entre eux). En ce qui concerne le nombre d'animaux tués par an, le Tennessee est le premier avec 50 000 oiseaux abattus, viens ensuite le Wisconsin (38 000), le Missouri et le Kentucky (30 000). Le Texas est cinquième ex-æquo avec l'Alabama (25 000).
La chasse au dindon a un fort impact économique à l'échelle du pays. En 2006, elle a généré 4,1 milliards de dollars en production économique, avec 37 000 emplois soutenus et 313 millions de dollars en recettes fiscales.

#### Hawaï
La sous-espèce Rio Grande (M. g. intermedia) est introduite sur l'île d'Hawaï en 1815,. Entre 300 et 400 chasseurs pratiquent cette chasse sur l'île.

### Mexique

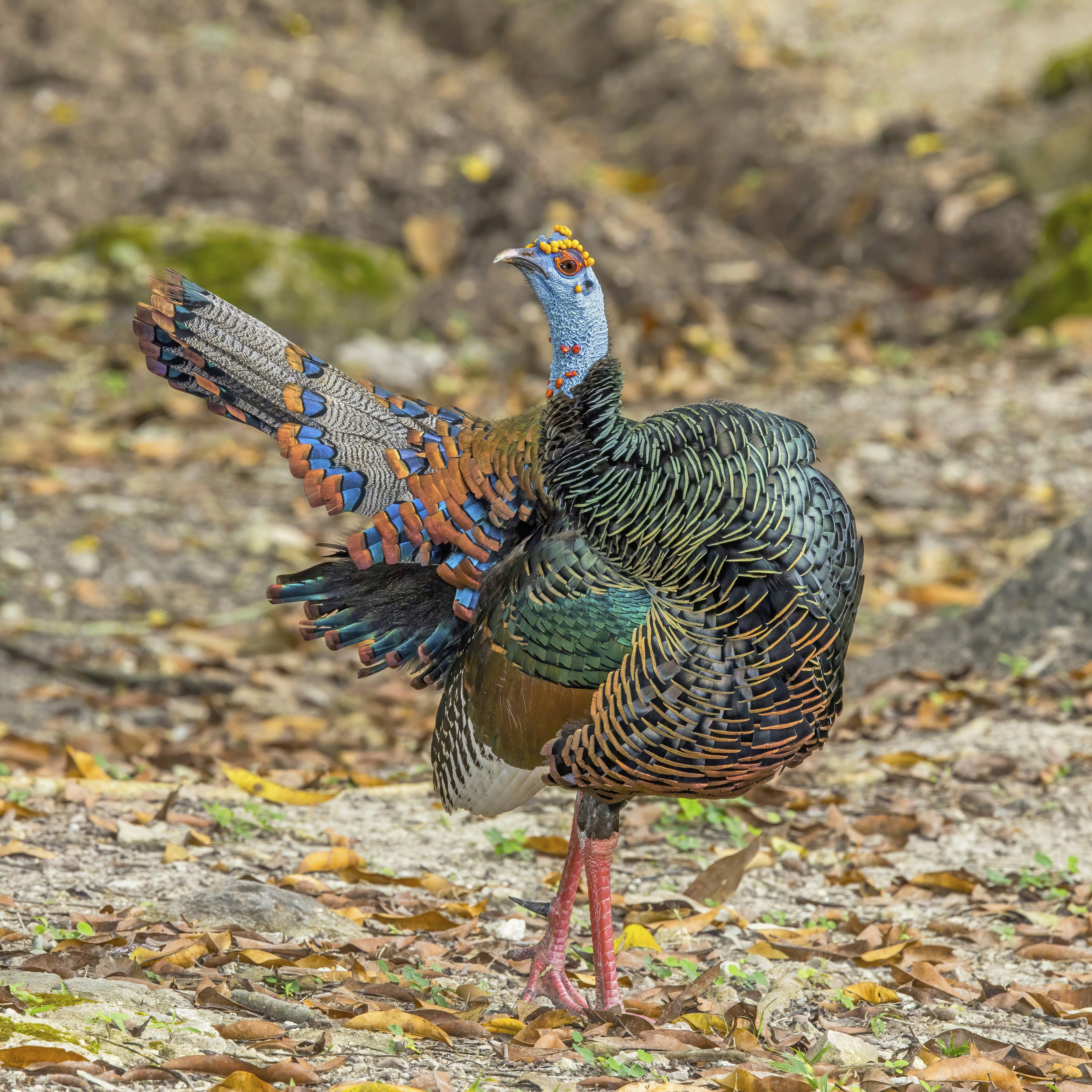
Dindon ocellé.

Le Dindon sauvage est présent dans le nord du pays avec deux sous-espèces : la Gould (M. g. mexicana) et celle du Mexique (M. g. Gallopavo). Le dindon ocellé est également chassé. L'oiseau y est appelé cócono.
Un important tourisme lié à la chasse sportive s'est développé. Des chasses organisées sont vendues à des chasseurs venant de divers pays,.

### Guatemala
Le dindon ocellé est présent dans le nord du Guatemala. L'oiseau est chassé partout par les populations locales dans un but de subsistance, faisant même disparaître l'espèce dans certaines zones. Une étude de 1993 dans la Réserve de biosphère Maya fait ressortir que cette chasse, pratiquée toute l'année et prélevant aussi bien des mâles que des femelles et des jeunes, a provoqué une diminution des populations de l'oiseau. Dans la Réserve qui couvre 21 129 km2, un programme de gestion de l'espèce, le Proyecto Pavo, est mis en place. Les communautés locales sont pleinement associées à ce projet. En échange d'arrêter la chasse de subsistance, un tourisme de chasse est développé à partir de l'année 2000. Des tirs de dindon mâle sont proposés à des chasseurs étrangers pendant les deux mois de la saison sèche qui correspond à la période de reproduction de l'oiseau. La population locale est intégrée au projet en participant à l'entretien des accès, à la logistique… et leur donne ainsi accès à de nouvelles activités générant un revenu. Alors qu'un oiseau ne rapportait en moyenne que 300 $ de viande, le droit de tirer un oiseau est dorénavant vendu pour 3 000 $. En 2006, une bonne saison de chasse rapporte autour de 30 000 $. Cette chasse, classée dans l'écotourisme, est en plein développement. En 2008, c'est plus de 66 000 $ qui sont gagnés (sans compter les pourboires). Depuis le début du projet, le suivi des populations indique ainsi une stabilisation des effectifs et même une augmentation dans plusieurs zones de la Réserve,.

## Fermes cynégétiques
Le dindon sauvage est également élevé pour deux fins : la production de viande et la chasse.
Des chasses en milieu fermé sont proposées à une clientèle de chasseurs. Ces oiseaux d'élevage sont également relâchés sur un territoire la veille d'une partie de chasse. Mais ce type de lâcher est interdit dans les régions où l'espèce présente est issue de populations sauvages.

## Viande de dindon sauvage
L'oiseau peut être plumé ou écorché. Une fois préparé, il peut être fumé ou rôti entier. Sinon l'animal est découpé en morceaux : la viande de la poitrine est blanche et tendre ; les autres morceaux sont une viande brune plus ferme,. De nombreuses recettes à base de viande de dindon existent. La dinde, sauvage ou d'élevage, est particulièrement appréciée pour la fête de Thanksgiving avec le plat turducken, ou comme dinde de Noël.